# Fudbalski Klub Kom
Il Fudbalski klub Kom, meglio noto come FK Kom, è una società calcistica montenegrina con sede a Podgorica fondata nel 1958. Milita attualmente nella Druga crnogorska liga, seconda serie del campionato di calcio montenegrino. 
Conta varie stagioni di militanza in Prva crnogorska fudbalska liga, la massima serie del paese.

## Storia
Il club venne fondato nel 1958 e partecipò ai campionati regionali jugoslavi. Nel 2005-2006 giocò nella seconda serie del campionato serbo-montenegrino ottenendo così il diritto a partecipare alla prima edizione della Prva crnogorska fudbalska liga a seguito dell'indipendenza ottenuta dal Montenegro. Concluse la stagione d'esordio al settimo posto, miglior risultato del club. Dopo quattro stagioni nella massima serie retrocesse in Druga crnogorska liga e al termine del campionato 2011-2012 retrocesse in Treća crnogorska liga. Ottenuta immediatamente la risalita in seconda serie, nel 2016-2017 la squadra conseguì la promozione in massima divisione, da cui retrocesse subito. Risalì in massima serie nel 2018-2019, ma nell'annata seguente retrocesse nuovamente.

## Strutture

### Stadio
Il club gioca le gare interne allo stadio Zlatica, impianto con una capienza di 1.200 spettatori.

## Palmarès

### Competizioni nazionali
- Crnogorska republička liga: 2

1991-1992, 2001-2002
- Campionato montenegrino di seconda divisione: 1

2016-2017
- Campionato montenegrino di terza divisione: 1

2012-2013
- Campionato serbomontenegrino di seconda divisione: 1

2002-2003 (girone sud)

### Competizioni regionali
- Crnogorski regionalni kupovi: 1

2011-2012

### Altri piazzamenti
- Druga crnogorska fudbalska liga:

secondo posto: 2018-2019, 2022-2023